# Scottish Men's National League 2011-2012
La Scottish Men's National League 2011-12 è stata la 43ª edizione del massimo campionato scozzese di pallacanestro maschile e la 25ª edizione del secondo livello dei campionati del Regno Unito.

## Regolamento

### Formula
Il torneo si compone di dieci formazioni, che si affrontano in un unico girone all'italiana con partite di andata e ritorno. Le prime otto si qualificano per i play-off per il titolo nazionale, disputati al meglio delle due gare per i quarti di finale e le semifinali, con la prima in casa della migliore classificata al termine della stagione regolare. La finale invece si disputa in gara unica. Le ultime due classificate non gareggeranno nei play-off e non retrocedono.

## Regular season

### Classifica
|                   |     | Classifica 2011-2012                       | G  | V  | P  |
| ----------------- | --- | ------------------------------------------ | -- | -- | -- |
| Scozia (bandiera) | 1.  | Edinburgh Kings                            | 18 | 17 | 1  |
|                   | 2.  | Falkirk Fury (Clark Eriksson Falkirk Fury) | 18 | 16 | 2  |
|                   | 3.  | Paisley St. Mirren                         | 18 | 14 | 4  |
|                   | 4.  | Troon Tornadoes                            | 18 | 10 | 8  |
|                   | 5.  | Glasgow University                         | 18 | 9  | 9  |
|                   | 6.  | Stirling Knights                           | 18 | 7  | 11 |
|                   | 7.  | Boroughmuir Blaze                          | 18 | 7  | 11 |
|                   | 8.  | Glasgow Storm                              | 18 | 7  | 11 |
|                   | 9.  | Glasgow Rocks                              | 18 | 2  | 16 |
|                   | 10. | Dunferml. Reign                            | 18 | 1  | 17 |

| Qualificate ai play-off |

### Playoff
|  | Quarti di finale          | Quarti di finale          | Quarti di finale          | Quarti di finale | Quarti di finale |  |  | Semifinali         | Semifinali         | Semifinali   | Semifinali   | Semifinali |  |  | Finale          | Finale          | Finale |  |
|  |                           |                           |                           |                  |                  |  |  |                    |                    |              |              |            |  |  |                 |                 |        |  |
|  | Edinburgh Kings           | Edinburgh Kings           | 66                        | 79               | 145              |  |  |                    |                    |              |              |            |  |  |                 |                 |        |  |
|  | Glasgow Storm             | Glasgow Storm             | 49                        | 44               | 93               |  |  | Edinburgh Kings    | Edinburgh Kings    | 74           | 95           | 169        |  |  |                 |                 |        |  |
|  | Troon Tornadoes           | Troon Tornadoes           | 81                        | 52               | 133              |  |  | Glasgow University | Glasgow University | 70           | 50           | 120        |  |  |                 |                 |        |  |
|  | Glasgow University        | Glasgow University        | 86                        | 59               | 145              |  |  |                    |                    |              |              |            |  |  | Edinburgh Kings | Edinburgh Kings | 89     |  |
|  | Stirling Knights          | Stirling Knights          | Stirling Knights          | 0                | 0                |  |  |                    |                    | Falkirk Fury | Falkirk Fury | 69         |  |  |                 |                 |        |  |
|  | Paisley St. Mirren (tav.) | Paisley St. Mirren (tav.) | Paisley St. Mirren (tav.) | 20               | 20               |  |  | Paisley St. Mirren | Paisley St. Mirren | 80           | 83           | 163        |  |  |                 |                 |        |  |
|  | Boroughmuir Blaze         | Boroughmuir Blaze         | 76                        | 71               | 147              |  |  | Falkirk Fury       | Falkirk Fury       | 91           | 79           | 170        |  |  |                 |                 |        |  |
|  | Falkirk Fury              | Falkirk Fury              | 96                        | 83               | 179              |  |  |                    |                    |              |              |            |  |  |                 |                 |        |  |

| Scottish Men's National League 2011-12 |
| -------------------------------------- |
| City of Edinburgh Kings 9º titolo      |